# Bothaina Kamel
Bothaina Kamel (Arabisch: بثينة كامل) (Caïro, 18 april 1962) is een Egyptisch radio- en televisiepresentatrice, activiste en politica. Ze is een van de activisten van het eerst uur van de Egyptische Revolutie van 2011.

## Biografie
Kamel studeerde handel aan de Ain Shams-universiteit in Caïro. Vanaf 1992 presenteerde ze het radioprogramma Itirafat Layliyya (Nachtelijke Bekentenissen). In dit programma sprak ze met luisteraars via de telefoon over controversiële sociale kwesties die varieerden van seksueel misbruik tot seks voor het huwelijk. In 1998 werd haar programma verboden door de religieuze programmacommissie. Op deze periode baseerde regisseur Yousry Nassrallah in 2008 zijn film Hadiqat El-Asmak (Aquarium). Van 2000 tot 2011 presenteerde ze het televisieprogramma Argouk Ifhamny (Begrijp Me Alstublieft) op de Saoedi-Arabische satellietzender Orbit. Ook in dit programma discussieerde ze over persoonlijke en sociale problemen.
Ze raakte in 2005 betrokken bij politiek activisme toen ze er getuige van was dat veiligheidspersoneel van de Nationaal-Democratische Partij tientallen vrouwen afranselde en aanrandde tijdens een demonstratie tegen president Moebarak. Ze werd zeer actief in de vrouwenbeweging Shayfeencom (Wij Zien U) die de verkiezingen van dat jaar kritisch volgde op fraude. Verder nam ze deel aan de beweging Kefaya (Genoeg) die zich opstelde tegen de opvolging van Moebarak door zijn zoon Gamal. Ook werd ze actief in de beweging Egyptenaren Tegen Corruptie die een rechtszaak wist te winnen tegen de onteigening van boerenland, en in de beweging Egyptische Vrouwen voor Verandering die in 2010 werd opgericht om politieke, economische en sociale verandering te bevorderen.
Tijdens de Egyptische Revolutie van 2011 was ze een van de leidende activisten en demonstreerde ze vanaf de eerste dag de volledige achttien dagen mee tot de val van Moebarak op 11 februari. Ze wierp zich vaak op als menselijk schild om arrestaties van jonge demonstranten te voorkomen. Tijdens de protesten werd ze in elkaar geslagen, aangerand en drie maal ondervraagd door de militaire autoriteiten.
In april 2011 maakte ze via Twitter bekend zich kandidaat te stellen voor de presidentsverkiezingen in 2012 met het motto Mijn agenda is Egypte. Hiermee was ze de eerste vrouwelijke presidentskandidaat ooit in Egypte. Sociale media, waaronder verder ook Facebook en YouTube, waren haar belangrijkste promotiekanalen en verder trok ze door het land om met kiezers te praten. Tijdens haar campagne werd ze geslagen, uitgescholden, onteerd en met de dood bedreigd. Een jaar later moest ze haar kandidatuur echter intrekken omdat ze niet voldoende handtekeningen had verzameld om zich te kunnen registreren.
In december 2011 weigerde ze de International Women of Courage Award die haar was toegekend door het Amerikaanse Ministerie van Buitenlandse Zaken, omdat het Egyptische leger wapens tegen het eigen volk gebruikte die door de VS waren geleverd.